# Alexander Ellinger
Alexander Ellinger (* 17. April 1870 in Frankfurt am Main; † 26. Juli 1923 ebenda) war ein deutscher Pharmakologe und Physiologe jüdischer Abstammung. Er wirkte von 1911 bis 1914 als Professor an der Universität Königsberg und anschließend bis zu seinem Tod an der Universität Frankfurt.

## Leben
Alexander Ellinger war der Sohn von Philipp Ellinger (* 7. September 1818 in Mainz; † 28. April 1875 in Frankfurt am Main) und dessen Ehefrau Mathilde geborene Ruben. Der Vater war Inhaber der Firma Philipp Abraham Cohen, eines Metallgeschäfts. Sein Bruder Leo Ellinger (* 21. November 1852 in Frankfurt am Main; † 16. Juli 1916 ebenda) übernahm das väterliche Geschäft und wurde Gründer der Metallgesellschaft.
Alexander Ellinger besuchte das Gymnasium in Frankfurt am Main und absolvierte ab 1887 an den Universitäten Berlin und Bonn ein Studium der Chemie, das er 1892 mit der Promotion abschloss. Zu seinen akademischen Lehrern zählten während dieser Zeit August Wilhelm von Hofmann und August Friedrich Kekulé. Danach studierte er an der Universität München Medizin. Im Jahr 1897 wechselte er an die Universität Königsberg, an der er 1898 auch die medizinische Promotion erlangte und sich ein Jahr später für Medizinische Chemie und Pharmakologie habilitierte.
Ab 1911 wirkte er als Nachfolger von Max Jaffé als Professor in Königsberg. Im Jahr 1914 wechselte er an die in seiner Heimatstadt neu gegründete Universität Frankfurt, an der er bis zu seinem Tod als ordentlicher Professor für Pharmakologie fungierte. Die Laboratorien waren gemeinsam mit denen des Lehrstuhls für vegetative Physiologie, dessen Inhaber Gustav Embden war, im Theodor-Stern-Haus untergebracht. Alexander Ellinger war darüber hinaus der erste Dekan der Frankfurter Medizinischen Fakultät.
Mit seiner Frau, einer Nichte Jaffés, hatte er zwei Töchter und zwei Söhne. Er starb 1923 in seiner Heimatstadt. Zu seinem Nachfolger in Frankfurt wurde Werner Lipschitz berufen.

## Wissenschaftliches Wirken
Schwerpunkte der Forschung von Alexander Ellinger waren die chemische Verbindung Indol und davon abgeleitete Substanzen wie die Aminosäure Tryptophan sowie der Wasseraustausch zwischen Geweben und Blut, die Entstehung von Lymphe sowie die Harnbildung. Während des Ersten Weltkrieges unternahm er umfangreiche Versuche zur Therapie von Kampfgasvergiftungen.
Er entdeckte unter anderem die Kynurensäure als Metaboliten des Tryptophans und synthetisierte mit seinem Mitarbeiter Claude Flamand diese Aminosäure erstmals. Im Jahr 1917 wurde ihm der Titel Geheimer Medizinalrat verliehen. Sein letztes Werk war ein Übersichtsartikel über aromatische Kohlenwasserstoffe im Handbuch der experimentellen Pharmakologie.